# Receptor huérfano
Un receptor huérfano es una proteína que aparentemente es un receptor celular por su similitud con otros receptores ya descritos, pero del cual aún no se ha logrado identificar el ligando endógeno que une. Si posteriormente se descubre que un ligando se une a un receptor huérfano, el receptor es denominado entonces "huérfano adoptado".

## Ejemplos
Ejemplos de receptores huérfanos pueden encontrarse en las familias de los receptores acoplados a proteínas G (GPCR) y en las de los receptores nucleares. Los receptores huérfanos de la familia GPCR suelen ser denominados con el nombre "GPR" seguido de un número, por ejemplo GPR1. Los receptores huérfanos de la familia de los receptores nucleares incluyen el receptor X farnesoide (FXR), el receptor X hepático (LXR) y los receptores PPAR. 

## Descubrimiento
Históricamente, los receptores fueron descubiertos utilizando ligandos para "pescar" sus correspondientes receptores. De hecho, por definición, estos receptores no eran huérfanos en un inicio. Sin embargo, con las nuevas y modernas técnicas de la biología molecular y bioinformática, como las librerías de ADNc, se hace posible identificar receptores sobre la base de su identidad de secuencia con receptores conocidos, sin saber aún cuáles son sus ligandos.